# Draix
Draix is een gemeente in het Franse departement Alpes-de-Haute-Provence (regio Provence-Alpes-Côte d'Azur) en telt 78 inwoners (2009). De plaats maakt deel uit van het arrondissement Digne-les-Bains.

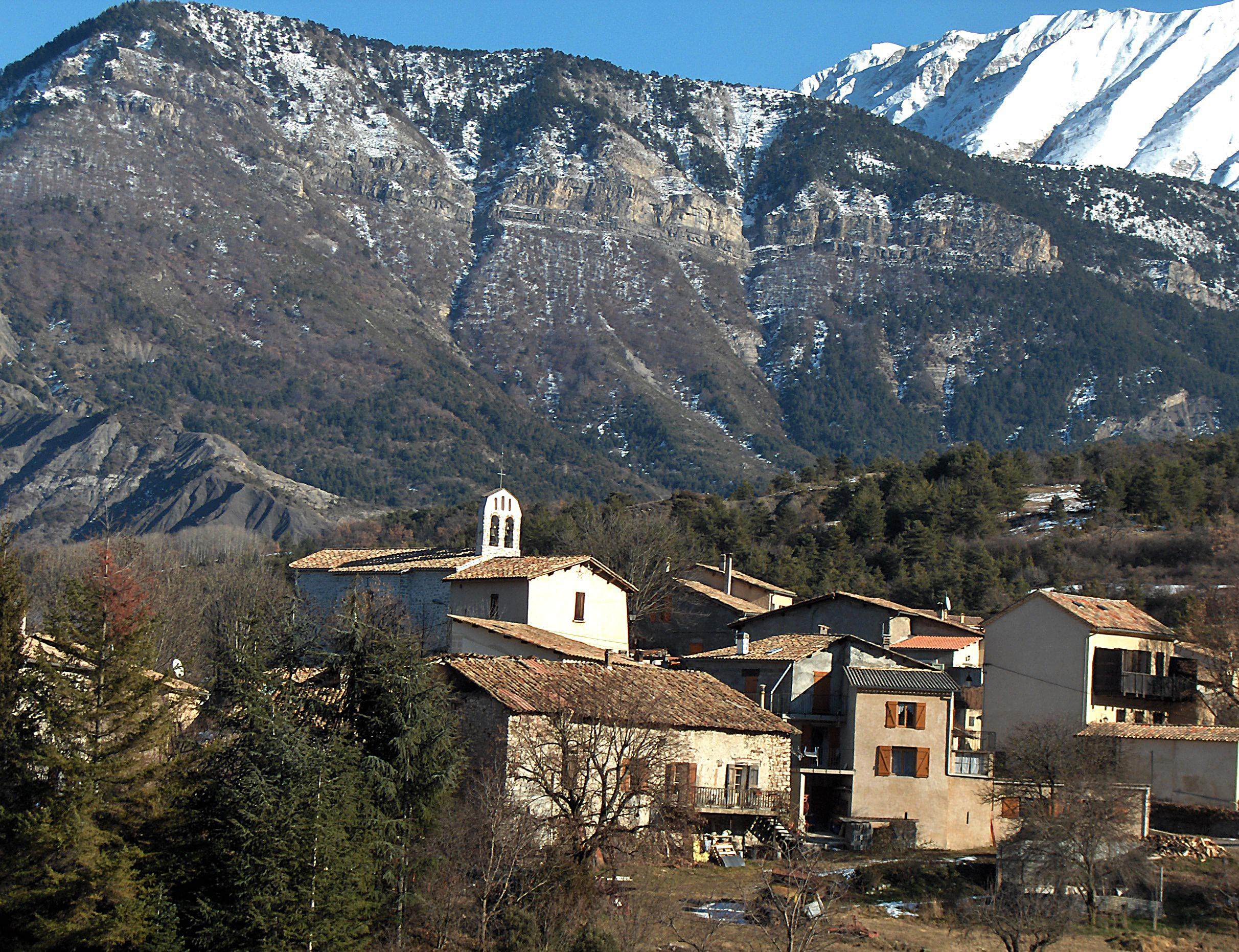
Zicht op Draix

## Geografie
De oppervlakte van Draix bedraagt 20,8 km², de bevolkingsdichtheid is dus 3,7 inwoners per km².

## Demografie
Onderstaande figuur toont het verloop van het inwonertal (bron: INSEE-tellingen).
Vanwege een beveiligingsprobleem met de MediaWiki Graph-software is het momenteel niet mogelijk deze grafiek weer te geven. Zodra de software is bijgewerkt zal de grafiek vanzelf weer zichtbaar worden.